# Akkerandoorn
Akkerandoorn (Stachys arvensis) is een eenjarige plant uit de lipbloemenfamilie (Labiatae oftewel Lamiaceae). De plant komt van nature voor in West-Europa, West-Azië en Noordwest-Afrika en staat op de  Nederlandse Rode lijst van planten als vrij zeldzaam en zeer sterk in aantal afgenomen.
De plant wordt 7-30 cm lang en bloeit met bleekroze, soms witte, 6-8 mm lange bloemen van juli tot in de herfst. De middelste slip van de onderlip is veel groter dan de zijdelingse. De bloemkroon is bijna net zo lang als de vijfslippige kelk. De kelk en schutblaadjes zijn kort behaard. De bloemen zitten met twee tot zes stuks in schijnkransen.
De rechtopstaande, liggende of opstijgende stengels zijn vaak aan de voet vertakt en klierachtig behaard. De onderste bladeren zijn eirond tot rond en hebben een iets hartvormige voet. De bovenste bladeren zijn langwerpig en zijn zittend of hebben een korte steel.
De zwart, glimmende splitvrucht bestaat uit vier nootjes.
Akkerandoorn komt voor op voedselrijke grond in moestuinen, akkerland en bermen.

## In andere talen
- Duits: Acker-Ziest
- Engels: Field Woundwort, Staggerweed
- Frans: Epiaire des champs